# Lucas di Grassi
Lucas Tucci di Grassi, brazilski dirkač, * 11. avgust 1984, São Paulo, Brazilija.
Grassi je v mladinskih prvenstvih pogosto dosegal dobre uvrstitve, toda v nobeni izmed serij mu ni uspelo osvojiti naslova prvaka, v seriji GP2 je nastopal kar štiri sezone, osvojil pa eno drugo in dve tretji mesti v dirkaškem prvenstvu. Za sezono 2010 je podpisal pogodbo z novim moštvom Formule 1 Virgin Racing, njegov moštveni kolega je Timo Glock.

## Dirkaški rezultati

### Pregled rezultatov
| Sezona | Serija                    | Moštvo              | Dirke | Pole | Zmage | Toč | Uvr |
| ------ | ------------------------- | ------------------- | ----- | ---- | ----- | --- | --- |
| 2002   | Brazilska Formula Renault |                     |       | 1    | 2     |     | 2.  |
| 2003   | Južnoameriška Formula 3   | Avallone Motorsport | 12    | 3    | 1     |     | 2.  |
| 2003   | Evropska Formula 3        | Prema Powerteam     | 4     | 0    | 0     |     | 21. |
| 2004   | Britanska Formula 3       | HiTech Racing       | 24    | 2    | 2     | 130 | 8.  |
| 2005   | Evropska Formula 3        | Manor Motorsport    | 20    | 2    | 1     | 68  | 3.  |
| 2006   | GP2                       | Durango             | 20    | 0    | 0     | 8   | 17. |
| 2007   | GP2                       | ART Grand Prix      | 21    | 0    | 1     | 77  | 2.  |
| 2008   | GP2                       | Campos Grand Prix   | 14    | 0    | 3     | 63  | 3.  |
| 2009   | GP2                       | Racing Engineering  | 20    | 1    | 1     | 63  | 3.  |
| 2010   | Formula 1                 | Virgin              | 19    | 0    | 0     | 0   | 24. |

### GP2
(legenda) (odebeljene dirke pomenijo najboljši štartni položaj, poševne pa najhitrejši krog)
| Sezona | Moštvo             | 1           | 2           | 3           | 4           | 5          | 6          | 7          | 8         | 9          | 10          | 11        | 12          | 13         | 14          | 15          | 16          | 17          | 18        | 19        | 20          | 21         | Prv | Toč |
| ------ | ------------------ | ----------- | ----------- | ----------- | ----------- | ---------- | ---------- | ---------- | --------- | ---------- | ----------- | --------- | ----------- | ---------- | ----------- | ----------- | ----------- | ----------- | --------- | --------- | ----------- | ---------- | --- | --- |
| 2006   | Durango            | VAL FEA 17  | VAL SPR 16  | SMR FEA Ret | SMR SPR Ret | NEM FEA 18 | NEM SPR 13 | ŠPA FEA 12 | ŠPA SPR 9 | MON FEA 11 | VB FEA Ret  | VB SPR EX | FRA FEA 7   | FRA SPR 6  | NEM FEA Ret | NEM SPR Ret | MAD FEA 13  | MAD SPR Ret | TUR FEA 5 | TUR SPR 9 | ITA FEA 10  | ITA SPR 14 | 17. | 8   |
| 2007   | ART Grand Prix     | BAH FEA 5   | BAH SPR Ret | ŠPA FEA 3   | ŠPA SPR 3   | MON FEA 5  | FRA FEA 2  | FRA SPR 4  | VB FEA 4  | VB SPR 4   | VAL FEA 2   | VAL SPR 6 | MAD FEA 4   | MAD SPR 4  | TUR FEA 1   | TUR SPR 11  | ITA FEA 13  | ITA SPR 4   | BEL FEA 3 | BEL SPR 3 | VAL FEA Ret | VAL SPR 13 | 2.  | 77  |
| 2008   | Campos Grand Prix  | ŠPA FEA     | ŠPA SPR     | TUR FEA     | TUR SPR     | MON FEA    | MON SPR    | FRA FEA 2  | FRA SPR 4 | VB FEA 2   | VB SPR 2    | NEM FEA 5 | NEM SPR Ret | MAD FEA 1  | MAD SPR 10  | VAL FEA 4   | VAL SPR 1   | BEL FEA 20  | BEL SPR 5 | ITA FEA 1 | ITA SPR 11  |            | 3.  | 63  |
| 2009   | Racing Engineering | ŠPA FEA Ret | ŠPA SPR 10  | MON FEA 4   | MON SPR 4   | TUR FEA 8  | TUR SPR 1  | VB FEA 2   | VB SPR 19 | NEM FEA 7  | NEM SPR Ret | MAD FEA 2 | MAD SPR 3   | VAL FEA 19 | VAL SPR Ret | BEL FEA 3   | BEL SPR Ret | ITA FEA 3   | ITA SPR 2 | POR FEA 3 | POR SPR 15  |            | 3.  | 63  |

### Formula 1
(legenda) (odebeljene dirke pomenijo najboljši štartni položaj, poševne pa najhitrejši krog, †-uvrščen kljub odstopu)
| Leto | Moštvo        | Šasija       | Motor                  | 1       | 2       | 3      | 4       | 5      | 6       | 7      | 8      | 9     | 10     | 11      | 12     | 13     | 14     | 15     | 16      | 17      | 18     | 19     | Prv | Toč |
| ---- | ------------- | ------------ | ---------------------- | ------- | ------- | ------ | ------- | ------ | ------- | ------ | ------ | ----- | ------ | ------- | ------ | ------ | ------ | ------ | ------- | ------- | ------ | ------ | --- | --- |
| 2010 | Virgin Racing | Virgin VR-01 | Cosworth CA2010 2.4 V8 | BAH Ret | AVS Ret | MAL 14 | KIT Ret | ŠPA 19 | MON Ret | TUR 19 | KAN 19 | EU 17 | VB Ret | NEM Ret | MAD 18 | BEL 17 | ITA 20 | SIN 15 | JAP DNS | KOR Ret | BRA NC | ABU 18 | 24. | 0   |